# えがわさゆり
えがわ さゆり（1991年10月18日 - ）は、日本のキャスター、タレント、フリーアナウンサーである。旧名、江河 小百合。ライムライト所属。

## 略歴
福岡県北九州市出身。福岡県立門司学園高等学校（第1回卒業生）を経て、関西大学社会学部社会学科マスコミュニケーション学卒業。大学在学中に映画館のポップコーン売りアルバイトで多くの客から「声と笑顔がいい」と声をかけられたことをきっかけに、「アナウンサーになって1人でも多くの人を幸せにしたい」とアナウンサーを志す。
テレビ各局のアナウンサー試験ですべて不合格となり、大学卒業後の2014年4月にNHK高知放送局に契約キャスターとして入局。本名の江河 小百合名義で『こうち情報BOX』などの番組に出演していた。2016年4月から地元のNHK福岡放送局に契約スタッフとして勤務し、夕方のニュース・情報番組『ロクいち!福岡』にリポーターとして出演して番組内のコーナー「食いち!」、「フォーカス福岡」などを担当。持ち前の明るい笑顔と素直な性格、大きな声により、周囲から「ハッピー発電所」と呼ばれていた。
2018年4月より2020年3月まで『ロクいち!福岡』のキャスターだった井上二郎がメインキャスターを務める全国ネットの新番組『週刊まるわかりニュース』のリポーターに起用され、2018年3月にセント・フォースと契約して所属タレントとなる。
2018年2月で福岡局との契約を終了し、2018年3月からセント・フォースに所属。
2022年2月15日、自身のInstagramにてセント・フォースからライムライトへ移籍を発表。
2023年5月より南海放送の契約アナウンサーとして勤務し、2025年3月に契約を終了した。

## 人物
身長は159 cm。血液型はB型。
特技は口笛で、2オクターヴ半の音域を出せる。
趣味はランニング、山登り。フルマラソンを5時間半前後の記録で3回完走している。
保有資格は英語検定2級。

## 出演

### 報道番組
NHK高知放送局時代
- こうち情報BOX（NHK高知） - キャスター

NHK福岡放送局時代
- ロクいち!福岡（NHK福岡） - リポーター

NHK放送センター時代
- 週刊まるわかりニュース（2018年4月7日 - 2020年3月28日、NHK総合・BS4K同時放送） - リポーター

### テレビアニメ
- おじゃる丸　-  野次馬 役